# 陈埜先
陈埜先（？—1355年），元朝集庆路（今南京）地区的民兵元帅。

## 人物生平
至正十五年（1355年）五月，郭子兴长子郭天叙为濠州都元帅，张天祐、朱元璋分任左右副元帅。六月，陈埜先与其将康茂才率众数万攻太平城。朱元璋大败陈埜先，陈埜先投降。
七月，朱元璋命徐达等攻取了溧水、溧阳、句容、芜湖等地。九月，郭天叙、张天佑率军攻集庆路。陈埜先叛变，与元将福寿合兵拒战于秦淮，大败郭天叙、张天佑部，杀郭、张二人。陈埜先追赶败兵，路过葛仙乡途中被卢德茂的青衣军误杀。
埜先被杀，其余部由其子陈兆先率领，屯驻方山，与元行省蛮子海牙在采石的舟师互为犄角。至正十六年（1356年）二月，朱元璋大败蛮子海牙舟师于采石，打破了元军对长江的封锁。三月一日又亲率大军进攻集庆，破陈兆先军于江宁镇，又败元军于蒋山。初十日，攻破集庆城，元将福寿战死，水军元帅康茂才投降。攻下集庆后，朱元璋改集庆为应天府，建立江南行省。

## 亲属
- 儿子：陈兆先